# Neasura apicalis
Neasura apicalis är en fjärilsart som beskrevs av Walker 1854. Neasura apicalis ingår i släktet Neasura och familjen björnspinnare. Inga underarter finns listade i Catalogue of Life.